# ريكاردو فيفيروس
ريكاردو فيفيروس (بالإسبانية: Ricardo Viveros)‏ هو لاعب كرة قدم ومدرب كرة قدم تشيلي، ولد في 21 أبريل 1975 في كونثبثيون في تشيلي. لعب مع كولو-كولو وهواتشيباتو.

## وصلات خارجية
- ريكاردو فيفيروس على موقع قاعدة بيانات كرة القدم.إي يو (الإنجليزية)
- ريكاردو فيفيروس على موقع Soccerway.com (الإنجليزية)